# Frances Densmore
Frances Theresa Densmore (Red Wing, Minnesota, 21 de maio de 1867 – 5 de junho de 1957) foi uma antropóloga e etnógrafa americana. Densmore é conhecida por seus estudos de música e cultura nativa americana e, em termos modernos, ela pode ser descrita como uma etnomusicóloga.

## Biografia
Quando criança, Densmore desenvolveu uma apreciação pela música ouvindo os índios Dakota nas proximidades. Ela estudou música no Oberlin College por três anos. Durante o início do século XX, ela trabalhou como professora de música com nativos americanos em todo o país, enquanto também aprendia, gravava e transcrevia sua música e documentava seu uso em sua cultura. Ela ajudou a preservar sua cultura em uma época em que a política do governo era encorajar os nativos americanos a adotar os costumes ocidentais.

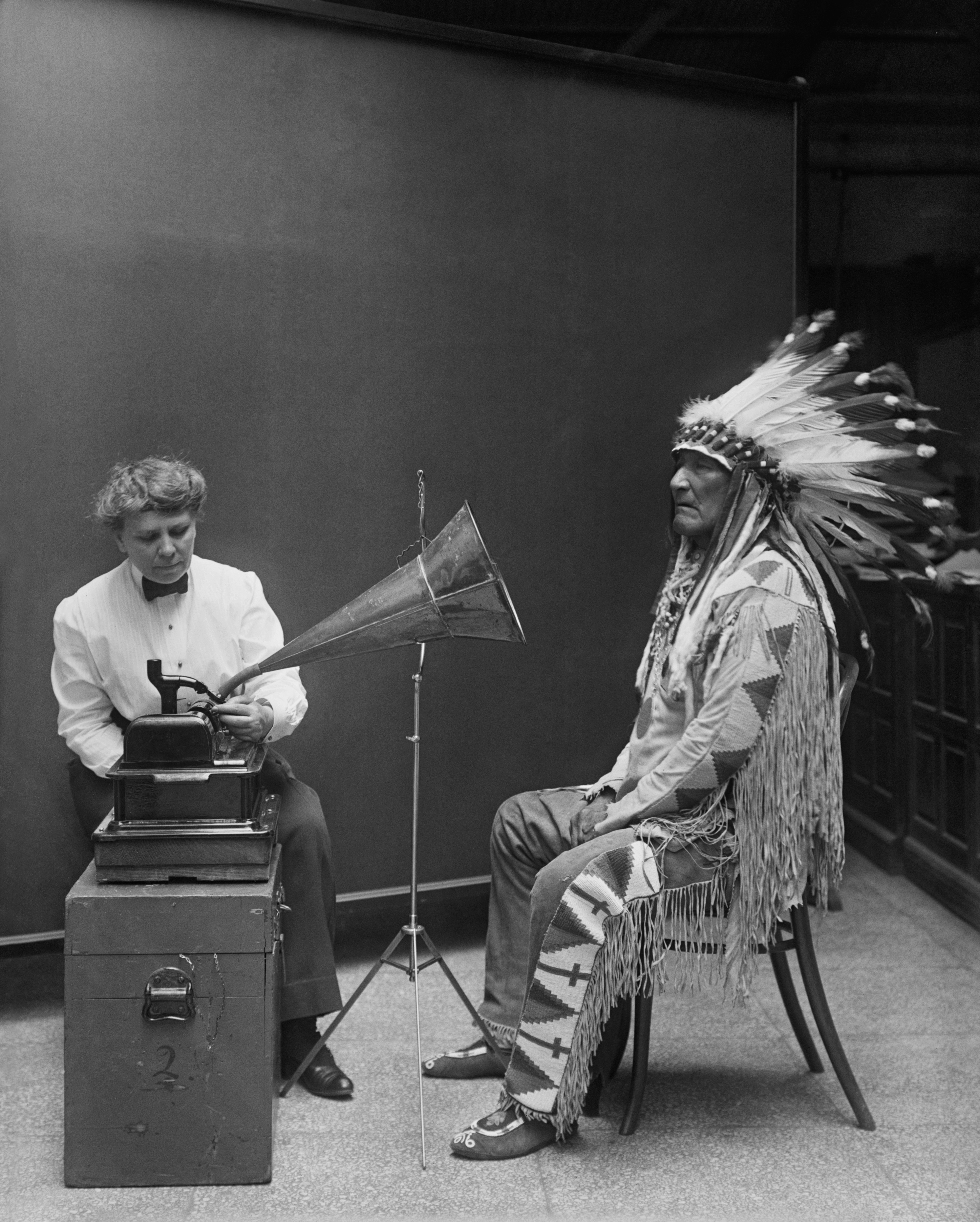
Densmore com o chefe Mountain Chief, da tribo Blackfoot, durante uma sessão de gravação fonográfica de 1916 para o Bureau of American Ethnology

Densmore começou a gravar música oficialmente para o Bureau of American Ethnology (BAE) da Smithsonian Institution em 1907. Em seus mais de cinquenta anos de estudo e preservação da música indígena americana, ela coletou milhares de gravações. Muitas das gravações que ela fez em nome da BAE agora estão na Biblioteca do Congresso. Embora suas gravações originais, muitas vezes, estivessem em cilindros de cera, muitas delas foram reproduzidas usando outras mídias e estão incluídas em outros arquivos. As gravações podem ser acessadas por pesquisadores e delegações tribais.
Algumas das tribos com as quais trabalhou incluem os Ojíbuas, os Mandans, os Hidatsas, os Siouxs, os Pawnees do norte de Oklahoma, os Tohono O'odham do Arizona, os índios de Washington e Colúmbia Britânica, os Ho-Chunck, os Menominee de Wisconsin, os índios Pueblo do sudoeste, os Seminoles da Flórida, e até os índios Cunas do Panamá. As obras de Densmore foi frequentemente publicada na revista American Anthropologist, contribuindo de forma consistente ao longo de sua carreira. Seu manuscrito A Study of Some Michigan Indians (1949) foi a primeira publicação na série de monografias American Anthropologist da University of Michigan Press.
Ela escreveu The Indians and Their Music em 1926. Entre 1910 e 1957, ela publicou catorze boletins para o Smithsonian, cada um descrevendo as práticas musicais e repertórios de um grupo nativo americano diferente. Estes foram reimpressos como uma série pela DaCapo Press em 1972.
Ela também fez parte de "A Ventriloquy of Anthros" no American Indian Quarterly junto com James Owen Dorsey e Eugene Buechel.

## Prêmios
A Oberlin College concedeu a Densmore um mestrado honorário em 1924. A Macalester College seguiu o exemplo em 1950, concedendo-lhe um título honorário de Doutora em Letras. Em 1954, a Sociedade Histórica de Minnesota a reconheceu com sua primeira "Citação por Serviços Distintos no Campo da História de Minnesota".
A National Association for American Composers and Conductors reconheceu Densmore em seus prêmios de 1940-1941 por seu trabalho musicológico.

## Obras publicadas
- Chippewa Music (Washington DC, 1910–13/R) - (em inglês)
- Teton Sioux Music (Washington DC, 1918/R, 2/1992) - (em inglês)
- Northern Ute Music (Washington DC, 1922/R) - (em inglês)
- Mandan and Hidatsa Music (Washington DC, 1923/R) - (em inglês)
- The American Indians and their Music (New York, 1926/R, 2/1937) - (em inglês)
- Papago Music (Washington DC, 1929/R) - (em inglês)
- Pawnee Music (Washington DC, 1929/R) - (em inglês)
- Menominee Music (Washington DC, 1932/R) - (em inglês)
- Yuman and Yaqui Music (Washington DC, 1932/R) - (em inglês)
- Cheyenne and Arapaho Music (Los Angeles, 1936) - (em inglês)
- Music of Santo Domingo Pueblo, Novo México (Los Angeles, 1938) - (em inglês)
- Nootka and Quileute Music (Washington DC, 1939/R) - (em inglês)
- Music of the Indians of British Columbia (Washington DC, 1943/R) - (em inglês)
- Choctaw Music (Washington DC, 1943/R) - (em inglês)
- Seminole Music (Washington DC, 1956/R) - (em inglês)
- Music of Acoma, Isleta, Cochiti and Zuni Pueblos (Washington DC, 1957/R) - (em inglês)

## Discografia
Coleção de Cilindros Smithsonian-Densmore (1910-1930) Inclui:
- Canções do Chippewa[13]
- Canções dos Sioux[14]
- Canções do Yuma, Cocopa e Yaqui[15]
- Canções do Pawnee e Ute do Norte[16]
- Canções do Papago[17]
- Canções do Nootka e Quileute
- Canções do Menominee, Mandan e Hidatsa